# Mohamed Farsi
Mohamed Farsi (Montréal, 16 dicembre 1999) è un calciatore algerino con cittadinanza canadese, difensore del Columbus Crew e della nazionale algerina.

## Biografia
Farsi è nato e cresciuto a Montréal da una famiglia originaria della città algerina di Orano.

## Caratteristiche tecniche
È un terzino destro abile anche al centro della difesa o sulla linea dei centrocampisti. È abile nella fase di costruzione della manovra ed ha una propensione per la fase offensiva.

## Carriera

### Club
Ha iniziato a giocare a calcio ad otto anni con la squadra locale dei Boucaniers, per poi passare al Notre-Dame-de-Grâce ed ai Panellinios con cui ha debuttato in Ligue de soccer élite du Québec. Nel 2017 mentre frequentava il Collège Ahuntsic ha giocato con la selezione calcistica dell'ateneo.
Nel 2018 ha firmato un contratto con il Longueuil approdando in Première Ligue de Soccer du Québec. Dopo una prima stagione in cui ha collezionato 14 presenze fra campionato e coppa di lega ha cambiato casacca passando al Blainville nella stessa lega. Nel corso della stagione ha giocato 11 incontri facendo il suo esordio anche nel Canadian Championship.
Nel 2019 si è trasferito in Algeria all'AS Aïn M'lila. Mai utilizzato nel corso della stagione, nel 2020 ha fatto ritorno in Canada firmando con il Cavalry dopo il superamento di un provino. Il 14 agosto ha debuttato in Canadian Premier League nel pareggio esterno per 2-2 contro il Forge ed il 10 settembre seguente ha segnato la sua prima rete nella vittoria per 3-1 contro il Pacific. Al termine della stagione ha vinto il premio di miglior giocatore Under-21 del campionato. Nel novembre 2020 ha rinnovato il contratto per un'ulteriore stagione, dove si è confermato punto fermo nella formazione titolare del club rosso-verde. Il 25 novembre 2021 ha scelto di non rinnovare il contratto in scadenza con l'obiettivo di trasferirsi a un club europeo o di MLS.
Il 18 marzo 2022 il Columbus Crew 2 ha annunciato il suo ingaggio in vista della stagione inaugurale di MLS Next Pro. Otto giorni più tardi ha debuttato scendendo in campo titolare contro l'Inter Miami II. Il 18 giugno 2022 è stato convocato dalla prima squadra in vista dell'incontro di MLS contro il Charlotte FC, ed il giorno seguente ha esordito entrando in campo nei minuti di recupero del secondo tempo al posto di Jalil Anibaba. Il 18 settembre 2022 ha realizzato una doppietta nella vittoria per 9-0 contro il FC Cincinnati 2. Al termine della stagione è stato inserito nella squadra del torneo di MLS Next Pro.
Il 22 luglio 2022 è entrato definitivamente in prima squadra, con cui ha sottoscritto un contratto di una stagione con opzione per altre due. Il 26 aprile 2023 ha realizzato la sua prima rete in prima squadra, decidendo l'incontro di US Open Cup contro l'Indy Eleven.

### Nazionale
Prima di iniziare la carriera calcistica si è distinto con la nazionale canadese di calcio a 5, ricevendo nel 2020 il premio di calcettista canadese dell'anno. Nel 2021 con la Nazionale olimpica ha preso parte a due incontri di qualificazione per le Olimpiadi 2022.
Eleggibile sia dalla nazionale algerina che da quella canadese, nel 2023 ha rifiutato la convocazione di quest'ultima per la fase finale di CONCACAF Nations League e per la Gold Cup, non avendo ancora sciolto i dubbi su quale nazionale scegliere.
Decide poi di rappresentare l'Algeria, viene convocato per la prima volta nell'agosto 2024. Fa il suo esordio il 10 settembre dello stesso anno nel successo per 0-3 in casa della Liberia.

## Statistiche

### Presenze e reti nei club
Statistiche aggiornate al 6 luglio 2023.
| Stagione             | Squadra              | Campionato           | Campionato | Campionato | Coppe nazionali | Coppe nazionali | Coppe nazionali | Coppe continentali | Coppe continentali | Coppe continentali | Altre coppe | Altre coppe | Altre coppe | Totale | Totale |
| Stagione             | Squadra              | Comp                 | Pres       | Reti       | Comp            | Pres            | Reti            | Comp               | Pres               | Reti               | Comp        | Pres        | Reti        | Pres   | Reti   |
| -------------------- | -------------------- | -------------------- | ---------- | ---------- | --------------- | --------------- | --------------- | ------------------ | ------------------ | ------------------ | ----------- | ----------- | ----------- | ------ | ------ |
| 2018                 | Longueuil            | PLSQ                 | 13         | 0          |                 | -               | -               |                    | -                  | -                  | CdL         | 1           | 0           | 14     | 0      |
| 2019                 | Blainville           | PLSQ                 | 9          | 0          | CC              | 2               | 0               |                    | -                  | -                  |             | -           | -           | 11     | 0      |
| 2019-2020            | AS Aïn M'lila        | L1                   | 0          | 0          | CA              | 0               | 0               |                    | -                  | -                  |             | -           | -           | 0      | 0      |
| 2020                 | Cavalry              | CPL                  | 10         | 1          | CC              | 0               | 0               |                    | -                  | -                  |             | -           | -           | 10     | 1      |
| 2021                 | Cavalry              | CPL                  | 26         | 1          | CC              | 2               | 0               |                    | -                  | -                  |             | -           | -           | 28     | 1      |
| Totale Cavalry       | Totale Cavalry       | Totale Cavalry       | 36         | 2          |                 | 2               | 0               |                    | -                  | -                  |             | -           | -           | 38     | 2      |
| 2022                 | Columbus Crew 2      | MNP                  | 20         | 2          |                 | -               | -               |                    | -                  | -                  |             | -           | -           | 20     | 2      |
| 2022                 | Columbus Crew        | MLS                  | 7          | 0          | USOC            | 0               | 0               |                    | -                  | -                  |             | -           | -           | 7      | 0      |
| 2023                 | Columbus Crew        | MLS                  | 20         | 0          | USOC            | 3               | 1               |                    | -                  | -                  |             | -           | -           | 23     | 1      |
| Totale Columbus Crew | Totale Columbus Crew | Totale Columbus Crew | 27         | 0          |                 | 3               | 1               |                    | -                  | -                  |             | -           | -           | 30     | 1      |
| Totale carriera      | Totale carriera      | Totale carriera      | 105        | 4          |                 | 7               | 1               |                    | -                  | -                  |             | 1           | 0           | 113    | 5      |

### Cronologia presenze e reti in nazionale
| Cronologia completa delle presenze e delle reti in nazionale ― Algeria | Cronologia completa delle presenze e delle reti in nazionale ― Algeria | Cronologia completa delle presenze e delle reti in nazionale ― Algeria | Cronologia completa delle presenze e delle reti in nazionale ― Algeria | Cronologia completa delle presenze e delle reti in nazionale ― Algeria | Cronologia completa delle presenze e delle reti in nazionale ― Algeria | Cronologia completa delle presenze e delle reti in nazionale ― Algeria | Cronologia completa delle presenze e delle reti in nazionale ― Algeria |
| Data                                                                   | Città                                                                  | In casa                                                                | Risultato                                                              | Ospiti                                                                 | Competizione                                                           | Reti                                                                   | Note                                                                   |
| ---------------------------------------------------------------------- | ---------------------------------------------------------------------- | ---------------------------------------------------------------------- | ---------------------------------------------------------------------- | ---------------------------------------------------------------------- | ---------------------------------------------------------------------- | ---------------------------------------------------------------------- | ---------------------------------------------------------------------- |
| 10-9-2024                                                              | Monrovia                                                               | Liberia                                                                | 0 – 3                                                                  | Algeria                                                                | Qual. Coppa d'Africa 2025                                              | -                                                                      | 76’                                                                    |
| 10-10-2024                                                             | Annaba                                                                 | Algeria                                                                | 5 – 1                                                                  | Togo                                                                   | Qual. Coppa d'Africa 2025                                              | -                                                                      | 83’                                                                    |
| 14-11-2024                                                             | Malabo                                                                 | Guinea Equatoriale                                                     | 0 – 0                                                                  | Algeria                                                                | Qual. Coppa d'Africa 2025                                              | -                                                                      |                                                                        |
| 17-11-2024                                                             | Tizi Ouzou                                                             | Algeria                                                                | 5 – 1                                                                  | Liberia                                                                | Qual. Coppa d'Africa 2025                                              | -                                                                      | 72’                                                                    |
| 10-6-2025                                                              | Solna                                                                  | Svezia                                                                 | 4 – 3                                                                  | Algeria                                                                | Amichevole                                                             | -                                                                      | 79’                                                                    |
| Totale                                                                 |                                                                        | Presenze                                                               | 5                                                                      |                                                                        | Reti                                                                   | 0                                                                      |                                                                        |

## Palmarès

### Competizioni giovanili
- MLS Next Pro: 1

Columbus Crew 2: 2022

### Competizioni nazionali
- Campionato MLS: 1

Columbus Crew: 2023

### Competizioni internazionali
- Leagues Cup: 1

Columbus Crew: 2024